# Гай Марцій Рутіл Цензорін
Гай Марцій Рутіл Цензорін (лат. Gaius Marcius Rutilus Censorinus; ? — після 265 до н. е.) — політичний, державний та військовий діяч Римської республіки, консул 310 до н. е., цензор у 294 і 265 до н. е.

## Життєпис
Походив з плебейського роду Марціїв. Син Гая Марція Рутіла, консула 357, 352, 344, 342 років до н. е.
У 311 році до н. е. його обрано народним трибуном. Під час своєї каденції провів закон щодо виборів військових трибунів. У 310 році до н. е.. його обрано консулом разом з Квінтом Фабіем Максимом Рулліаном. Поки колега успішно воював в Етрурії, Гай Марцій вів війну з самнітами в Апулії, в ході якої захопив місто Алліфи, а також багато інших міст й поселень. Після цього самніти зібрали велику армію, яка атакувала військо на чолі із Рутілом. Битва не виявила переможця. У ході бою кілька військових трибунів і один легат були вбиті, а Гая Марція — поранено. У результаті за рішенням сенату консули призначили диктатора Луція Папірія Курсора.
Після прийняття закону Огульнія у 300 році до н. е., Гай Марцій у 299 році до н. е. став одним з перших плебеїв, які отримали посаду понтифіка й авгура. У 295 році до н. е. як легат брав участь у вирішальній битві проти самнітів і галів при Сентінумі.
У 294 до н. е. його обрано цензором разом з Публієм Корнелієм Арвіною. У 269 році до н. е. його обрано принцепсом сенату. У 265 році до н. е. Гая Марція вдруге обрано цензором, цього разу з Гнеем Корнелієм Блазіоном. Це унікальний випадок в історії Стародавнього Риму, коли одна людина займала посаду цензора двічі. Після цього Квінт Марцій отримав агномен Цензорін, а також домігся прийняття закону, що забороняв вдруге претендувати на посаду цензора.